# Bannana

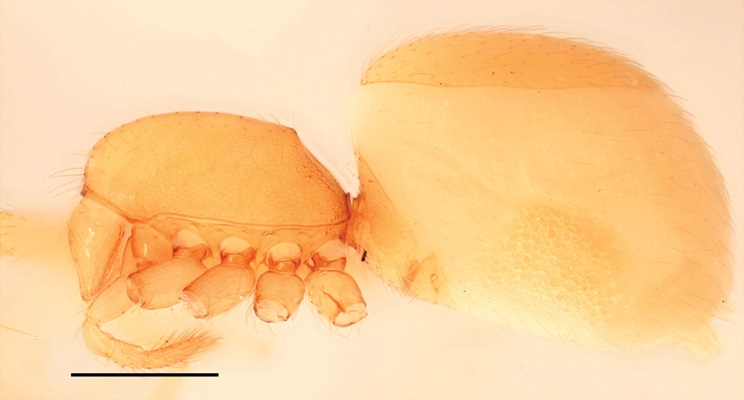
Самка B. crassispina. Шкала =0,4 мм

Bannana (лат.) — род пауков из семейства пауков-оонопид (Oonopidae). Насчитывает 4 вида. Распространены в южном Китае.

## Этимология
Родовое название Bannana образовано от последних нескольких букв типового местонахождения «Xishuangbanna» (кит. упр. 西双版纳傣族自治州, Сишуанбаньна-Дайский автономный округ, провинция Юньнань, Китай) и является женским по роду.

## Описание
Пауки мелких размеров, длина менее 2 мм (1,0—1,8), основная окраска тела желтоватая. Новый род сходен с родом Dysderoides, но может быть отличим от последнего по следующей комбинации признаков: 1) отсутствие макросет на ногах III и IV; 2) сетчатая кутикула на стернуме и боках карапакса, которые у Dysderoides гладкие; 3) с радиальными бороздами между тазиками I—II, II—III, III—IV на стернуме, которые отсутствуют у Dysderoides; 4) самки имеют крупный дорсальный скутум, который отсутствует или составляет менее половины верха у Dysderoides. Новый род можно отличить от Trilacuna и Himalayana по редуцированным глазам и сетчатой кутикуле на боках карапакса. У Trilacuna и Himalayana глаза нормальные, а бока карапакса обычно гранулированные или иногда гладкие.

## Распространение и среда обитания
Пауки Bannana обнаружены в уезде Мынла автономного округа Сишуанбаньна-Дайский автономного округа (провинция Юньнань, Китай), где они встречаются в листовой подстилке тропических дождевых лесов на высоте около 500—700 м над уровнем моря. Образцы были собраны с помощью ловушек и ручной сортировки подстилки.

## Классификация
Известно 4 вида. Род был впервые описан в 2015 году китайскими арахнологами с выделением в качестве типового вида Bannana crassispina Tong & Li, 2015, который был обнаружен в Китае. Bannana принадлежит к азиатской родовой группе известно как «Dysderoides complex», которая распространена от Ирана и Пакистана до Индонезии и Кореи.
- Bannana crassispina Tong & Li, 2015
- Bannana parvula Tong & Li, 2015
- Bannana songxiaobini Tong & Li, 2019[4]
- Bannana zhengguoi Tong et al., 2024